# Diocese de Viedma

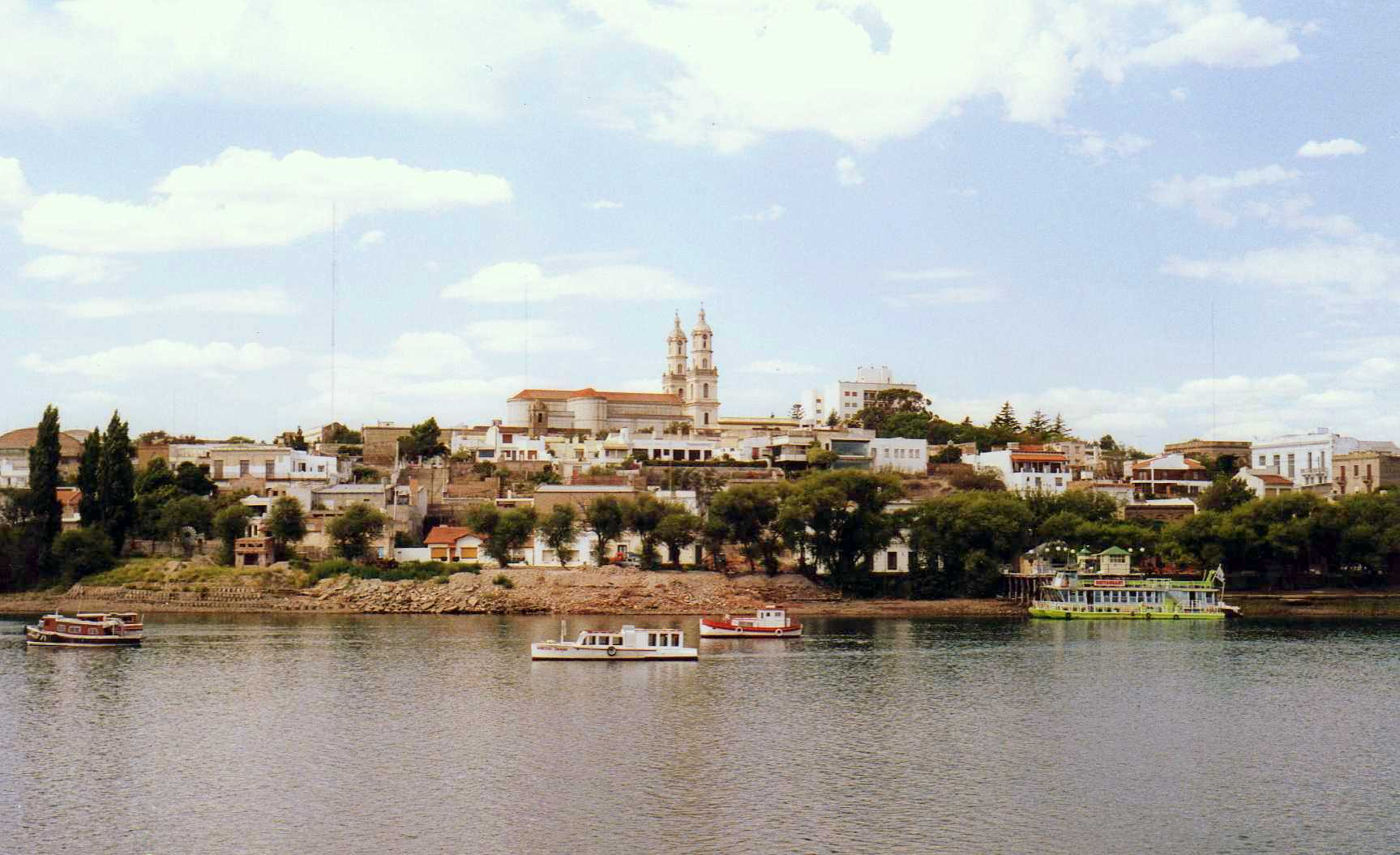
O Rio Negro, atrás da cidade de Carmen de Patagones, Viedma, Argentina.

A Diocese de Viedma (em latim: Dioecesis Viedmensis) é uma diocese localizada na cidade de Viedma, pertencente á Arquidiocese de Bahía Blanca na Argentina. Foi fundada em 20 de abril de 1934 pelo Papa Pio XI.  Com uma população católica de 119.420 habitantes, sendo 63,7% da população total, possui 15 paróquias com dados de 2017  

## Lista de bispos
A seguir uma lista de bispos desde a criação da diocese. 
|                 | Nome                               | Período    | Notas                         |
| Bispos          | Bispos                             | Bispos     | Bispos                        |
| --------------- | ---------------------------------- | ---------- | ----------------------------- |
| 5º              | Esteban María Laxague, S.D.B.      | 2002–atual |                               |
| 4º              | Marcelo Angiolo Melani, S.D.B.     | 1995–2002  | Nomeado Bispo de Neuquén      |
| 3º              | Miguel Esteban Hesayne             | 1975–1995  |                               |
| 2º              | José Borgatti, S.D.B. †            | 1953–1973  |                               |
| 1º              | Nicolás Esandi, S.D.B. †           | 1934–1948  |                               |
| Bispo-coadjutor |                                    |            |                               |
|                 | Marcelo Angiolo Melani, S.D.B.     | 1993–1995  |                               |
| Bispo-auxiliar  |                                    |            |                               |
|                 | Carmelo Juan Giaquinta             | 1980-1986  | Nomeado Bispo de Posadas      |
|                 | Miguel Angel Alemán Eslava, S.D.B. | 1968-1975  | Nomeado Bispo de Río Gallegos |